# Salpidae
Salpidae is een familie van in zee levende manteldieren, behorend tot de klasse Thaliacea. Het is de enige familie uit de orde Salpida
De soorten uit de familie komen voor in zowel tropische, gematigde als koude wateren. De meeste soorten komen voor in de Zuidelijke Oceaan.  Ze worden gemiddeld 1 tot 10 centimeter lang en zijn grotendeels doorzichtig. 
Salpidae vertonen overeenkomsten met kwallen qua uiterlijk en gedrag, maar zijn feitelijk meer gerelateerd aan gewervelden aangezien ze een Chorda hebben.

## Taxonomie
- Geslacht Brooksia
  - Brooksia berneri van Soest, 1975
  - Brooksia rostrata (Traustedt, 1893)
- Geslacht Cyclosalpa
  - Cyclosalpa affinis (Chamisso, 1819)
  - Cyclosalpa bakeri Ritter, 1905
  - Cyclosalpa floridana (Apstein, 1894)
  - Cyclosalpa foxtoni van Soest, 1974
  - Cyclosalpa ihlei van Soest, 1974
  - Cyclosalpa pinnata (Forskål, 1775)
  - Cyclosalpa polae Sigl, 1912
  - Cyclosalpa quadriluminis Berner, 1955
  - Cyclosalpa sewelli Metcalf, 1927
  - Cyclosalpa strongylenteron Berner, 1955
- Geslacht Helicosalpa
  - Helicosalpa komaii (Ihle & Ihle-Landenberg, 1936)
  - Helicosalpa virgula (Vogt, 1854)
  - Helicosalpa younti Kashkina, 1973
- Geslacht Iasis
  - Iasis zonaria
- Geslacht Ihlea Metcalf, 1919
  - Ihlea magalhanica (Apstein, 1894)
  - Ihlea punctata (Forskål, 1775)
  - Ihlea racovitzai (Van Beneden & Selys Longchamp, 1913)
- Geslacht Metcalfina
  - Metcalfina hexagona (Quoy & Gaimard, 1824)
- Geslacht Pegea Savigny, 1816
  - Pegea confederata (Forsskål, 1775)
  - Pegea scuticera-confoederata Cuvier-Forskal
  - Pegea scutigera-confoederata Cuvier-Forskal
- Geslacht Ritteriella
  - Ritteriella amboinensis (Apstein, 1904)
  - Ritteriella picteti (Apstein, 1904)
  - Ritteriella retracta (Ritter, 1906)
- Geslacht Salpa Forskål, 1775
  - Salpa aspera Chamisso, 1819
  - Salpa cylindrica
  - Salpa fusiformis Cuvier, 1804
  - Salpa gerlachei Foxton, 1961
  - Salpa maxima Forskål, 1775
  - Salpa thompsoni Foxton, 1961
  - Salpa tilsicostata
  - Salpa tuberculata Metcalf, 1918
  - Salpa younti van Soest, 1973
- Geslacht Soestia
  - Soestia cylindrica (Cuvier, 1804)
  - Soestia zonaria (Pallas, 1774)
- Geslacht Thalia
  - Thalia cicar van Soest, 1973
  - Thalia democratica (Forskål, 1775)
  - Thalia longicauda (Quoy & Gaimard, 1824)
  - Thalia orientalis Tokioka, 1937
  - Thalia rhinoceros van Soest, 1975
  - Thalia rhomboides (Quoy & Gaimard, 1824)
  - Thalia sibogae van Soest, 1973
- Geslacht Thetys Tilesius, 1802
  - Thetys costata
  - Thetys tilesii
  - Thetys vagina Tilesius, 1802
- Geslacht Traustedtia
  - Traustedtia multitentaculata (Quoy & Gaimard, 1834)